# Bohumil Kubeček
Bohumil Kubeček byl český architekt působící ve východních Čechách.

## Dílo
- základní škola s věží (pův. měšťanská chlapecká škola), Hronov (1903–1904)[1][2][3] – také realizace
- Husův sbor, Hronov (1923–1924)[4]
- rondokubistický obecní činžovní dům čp. 378, Jaroměř (1924)[5][6]
- nájemní dům č. p. 120, Jaroměř (1924–1925)[6]
- vila Josefa Hodka č. p. 391, Jaroměř, Pražské předměstí, Husovo náměstí (1926)[6]
- vila Františka Polického čp. 425, Jaroměř, Pražské předměstí, Pionýrská ul. (1927–1928)[5][6]
- Tyršova sokolovna, Jaroměř (1926–1928)[7][8]
- Husův sbor, Jaroměř (1927–1928)[5][9][8]
- koupaliště, Lázně Velichovky (1935)[10]